# Zdeněk Miler

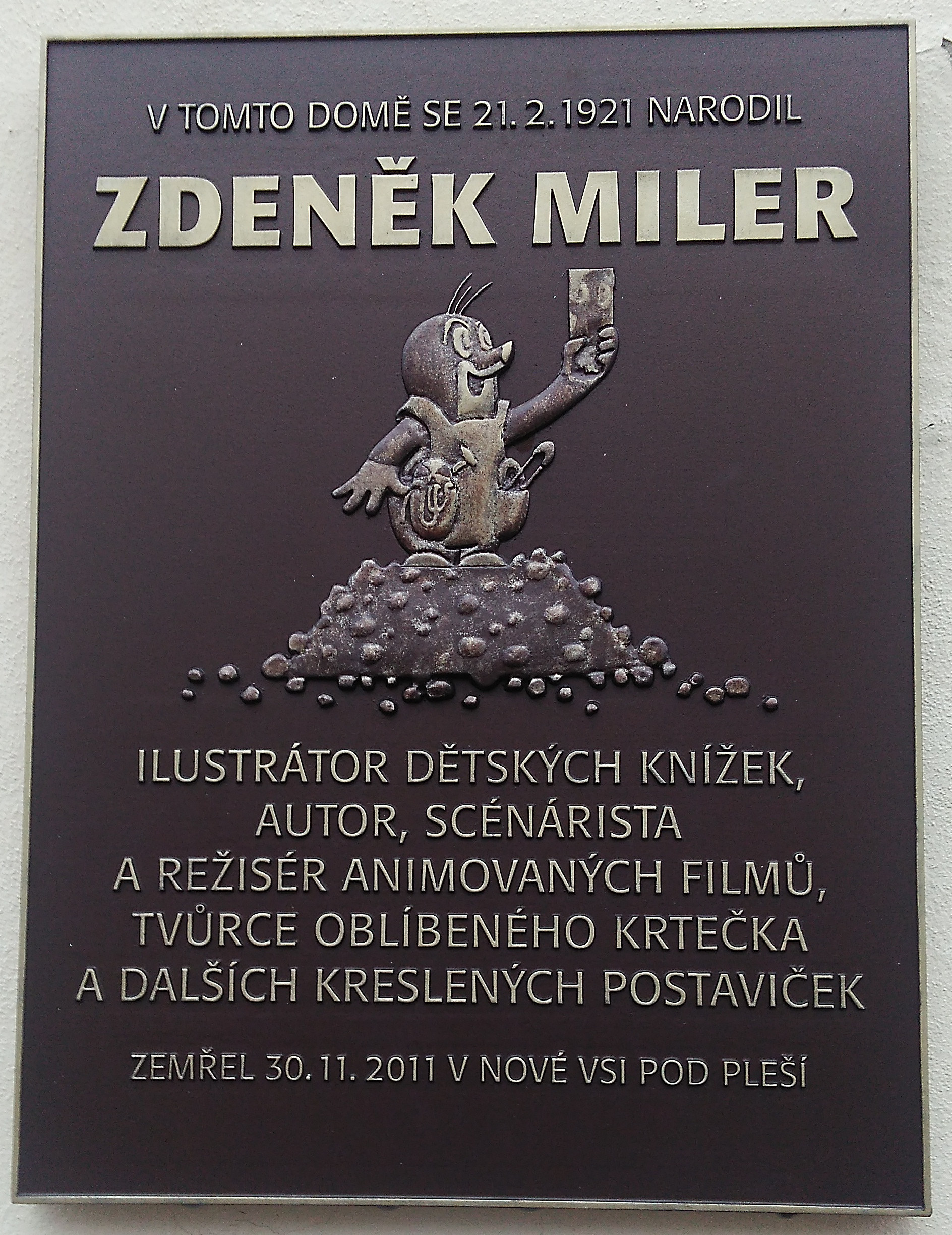
Pamětní deska na rodném domě v Kladně

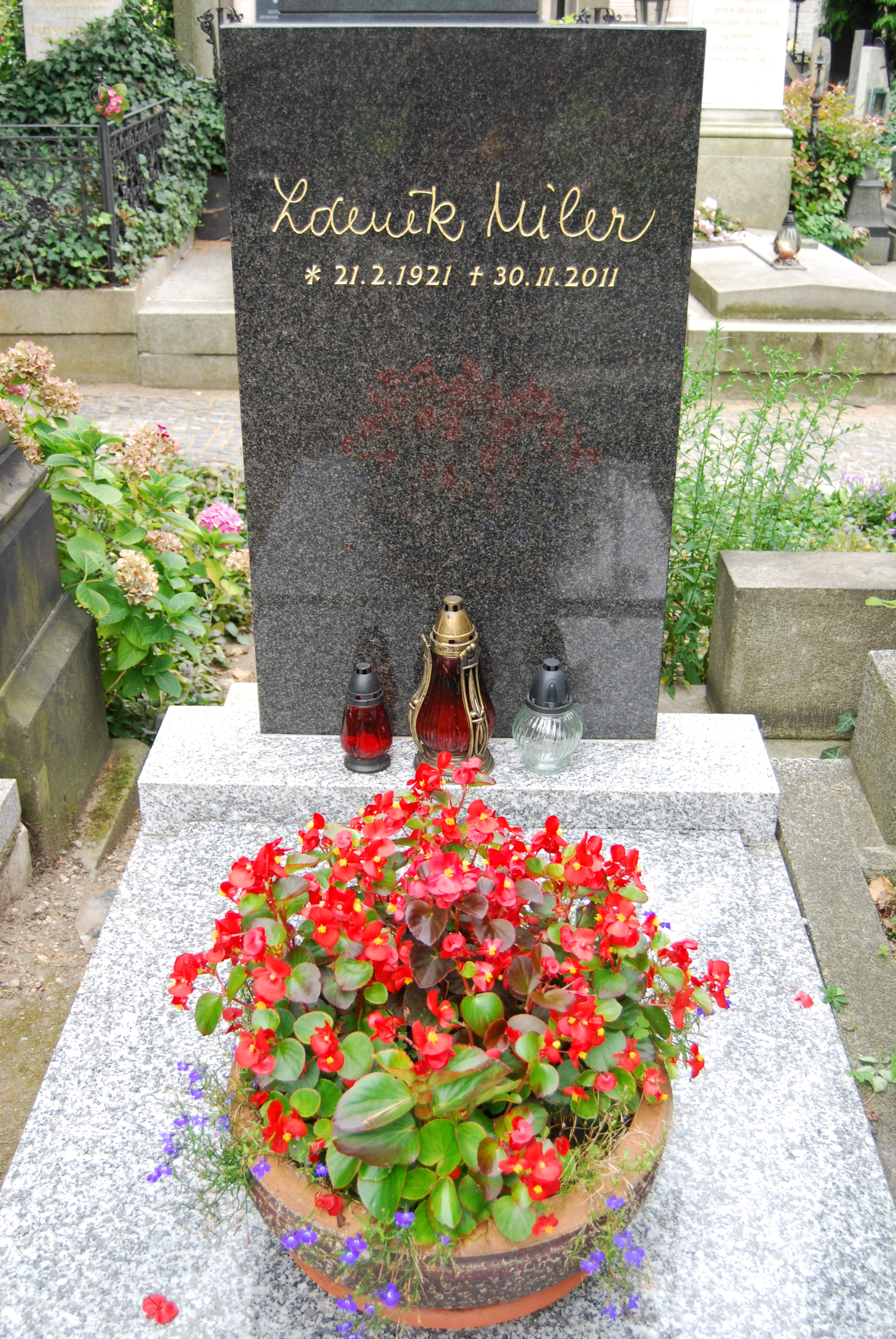
Hrob Z. Milera na Vyšehradském hřbitově

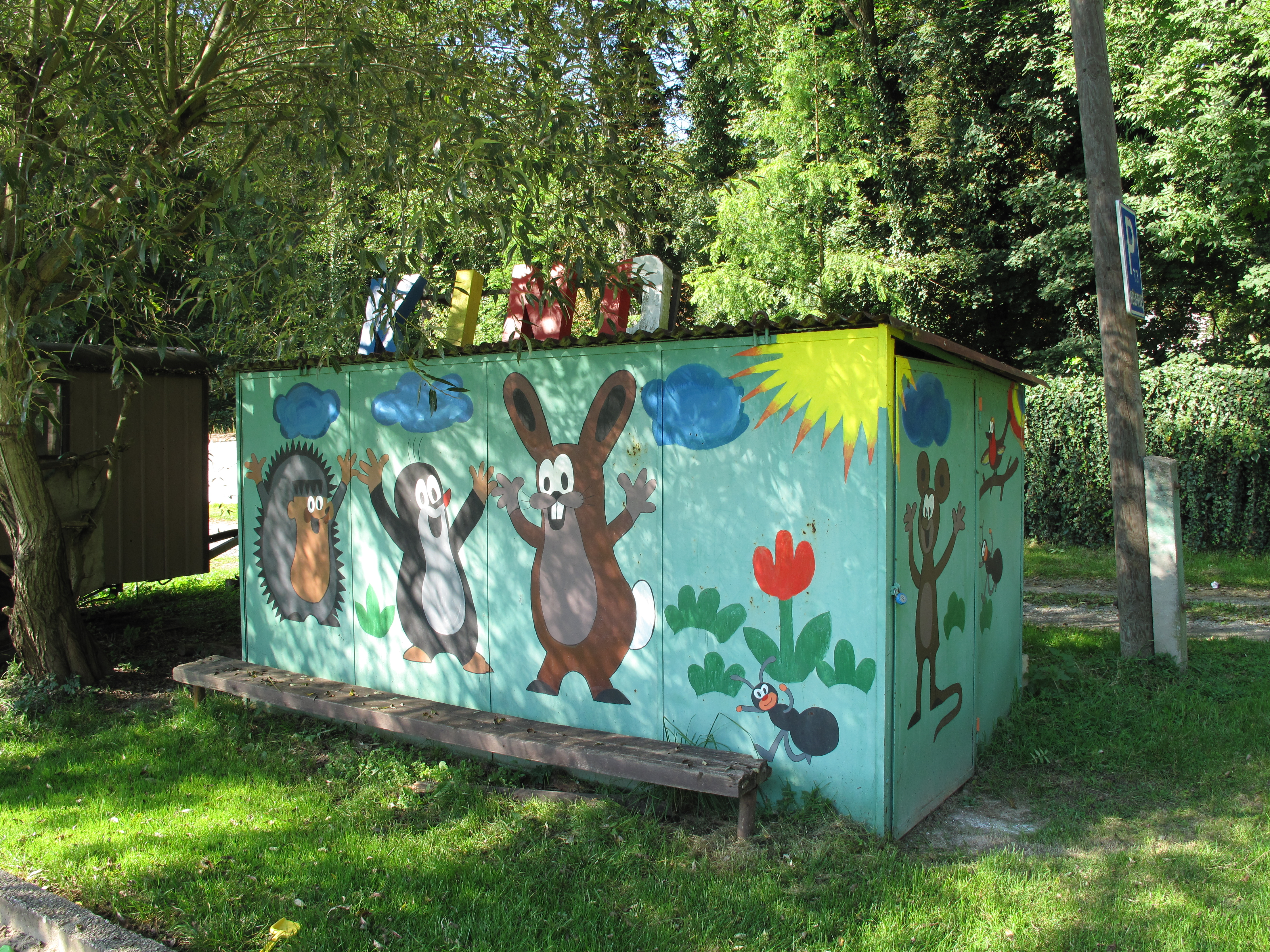
Jablonná (Neveklov), dětské kino s motivy Krtečka a jeho přátel

Zdeněk Miler (21. února 1921, Kladno – 30. listopadu 2011, Nová Ves pod Pleší) byl český režisér a výtvarník animovaných filmů pro děti, autor oblíbené postavičky Krtečka.

## Životopis
Svoji uměleckou činnost začal ve zlínských filmových ateliérech a v roce 1945 začal pracovat v barrandovském studiu Bratři v triku, pod vedením Jiřího Trnky. Logo studia, tři kudrnatí malí kluci v námořnických tričkách, je jeho dílem. Jeho prvním samostatným dílem se stal animovaný příběh O milionáři, který ukradl slunce na námět pocházející z díla Jiřího Wolkera.
Nejvíce proslul animovaným seriálem O Krtkovi, který získal velikou oblibu. V současné době existuje 49 dílů o malém Krtečkovi. Zajímavostí je, že seriál o Krtečkovi není mluvený (s výjimkou 1. dílu – Jak krtek ke kalhotkám přišel), Krteček a jeho malí kamarádi pouze vydávají zvuky a citoslovce, což jsou vlastně hlasové záznamy Milerových dvou malých dcer Kateřiny a Barbory.
Od roku 1959 byl ženatý s Emilií Dlouhou.
Svoji bohatou výtvarnou činnost rozšířil i o ilustrace dětských knížek. Ilustroval např. i Petiškova Pohádkového dědečka. Za minulého režimu pro některé práce o Krtečkovi propůjčil jméno spisovateli Ivanu Klímovi.

## Ocenění
- V roce 1957 ocenění Benátského lva na filmovém festivalu pro děti
- 1958 – cena festivalu Montevideo
- 1986 – zasloužilý umělec[2]
- 28. října 2006 – Medaile Za zásluhy I. stupně
- 12. září 2006 – Cena města Kladna
- 25. března 2009 – Čestné občanství Prahy 4[3]
- 5. července 2011 – Čestné občanství obce Chotilsko[4]

## Filmografie

### Krtek
Série animovaných filmů o Krtkovi.
- Jak krtek ke kalhotkám přišel (1957)
- Krtek a autíčko (1963)
- Krtek a raketa (1965)
- Krtek a tranzistor (1968)
- Krtek a žvýkačka (1969)
- Krtek a zelená hvězda (1969)
- Krtek v Zoo (1969)
- Krtek zahradníkem (1969)
- Krtek a ježek (1970)
- Krtek a lízátko (1970)
- Krtek a televizor (1970)
- Krtek a paraplíčko (1971)
- Krtek malířem (1972)
- Krtek a muzika (1974)
- Krtek a telefon (1974)
- Krtek a zápalky (1974)
- Krtek chemikem (1974)
- Krtek a koberec (1974)
- Krtek hodinářem (1974)
- Krtek a buldozer (1975)
- Krtek a vejce (1975)
- Krtek fotografem (1975)
- Krtek na poušti (1975)
- Krtek o vánocích (1975)
- Krtek a karneval (1975)
- Krtek ve městě (1982)
- Krtek ve snu (1984)
- Krtek a medicína (1987)
- Krtek filmová hvězda (1988)
- Krtek a orel (1992)
- Krtek a hodiny (1994)
- Krtek a kachničky (1995)
- Krtek a kamarádi (1995)
- Krtek a oslava (1995)
- Krtek a robot (1995)
- Krtek a uhlí (1995)
- Krtek a weekend (1995)
- Krtek a houby (1997)
- Krtek a maminka (1997)
- Krtek a metro (1997)
- Krtek a myška (1997)
- Krtek a sněhulák (1997)
- Krtek a zajíček (1997)
- Krtek a pramen (1999)
- Krtek a šťoura (1999)
- Krtek a flétna (1999)
- Krtek a vlaštovka (2000)
- Krtek a rybka (2000)
- Krtek a žabka (2002)

### Cvrček
Série animovaných filmů o Cvrčkovi.
- Cvrček a housličky (1978)
- Cvrček a pavouk (1978)
- Cvrček a stroj (1978)
- Cvrček a slepice (1979)
- Cvrček a pila (1979)
- Cvrček a basa (1979)
- Cvrček a bombardón (1979)

### Štěňátko
- Jak štěňátko dostalo chuť na med (1960)
- Jak štěňátko chtělo malé pejsky (1960)
- Jak sluníčko vrátilo štěňátku vodu (1960)

### Další filmy
- O milionáři, který ukradl slunce (1948 na motivy Jiřího Wolkera)
- O kohoutkovi a slepičce (1953)
- Měsíční pohádka (1958)
- Modrý kocourek (1959)
- O nejbohatším vrabci na světě (1961)
- O Čtverečkovi a Trojúhelníčkovi (1963)
- Sametka 1967 (něm. Das Samtkropfband)
- O Červené karkulce

### Pro dospělé
- Rudá stopa (1963)
- Romance helgolandská (1977)

### Ilustrace
- O veselé mašince (Jan Čarek, 1971)
- Cesty formana Šejtročka (Václav Čtvrtek, 1977)
- Kubula a Kuba Kubikula (Vladislav Vančura)
- Pohádkový dědeček (Eduard Petiška, 1958)
- Jak krtek cestoval (Josef Brukner, 1992)